# Kema Jack
Kema Jack (10 gennaio 1982) è un ex calciatore papuano, di ruolo attaccante.

## Carriera
Dal 2006 al 2008 si è aggiudicato due edizioni del Campionato di calcio della Papua Nuova Guinea con la maglia del PRK South United, poi ribattezzato PRK Hekari United; nella seconda delle due stagioni è stato anche il capocannoniere del torneo con 11 reti .
Nel 2008 si è trasferito in Australia per militare nel Sunshine Coast, con la nuova maglia ha segnato all'esordio e si è aggiudicato l'edizione inaugurale della Queensland State League.
Nel 2009 è rientrato in patria per difendere nuovamente i colori del PRK Hekari United, con cui è stato protagonista assoluto della vittoria nell'edizione 2009-2010 della OFC Champions League, con 7 reti all'attivo (capocannoniere della manifestazione a pari merito con Daniel Koprivčić)  fra cui una doppietta nella vittoria (3-0) della finale di andata sul Waitakere United.

## Statistiche

### Cronologia presenze e reti in nazionale
| Cronologia completa delle presenze e delle reti in nazionale ― Papua Nuova Guinea | Cronologia completa delle presenze e delle reti in nazionale ― Papua Nuova Guinea | Cronologia completa delle presenze e delle reti in nazionale ― Papua Nuova Guinea | Cronologia completa delle presenze e delle reti in nazionale ― Papua Nuova Guinea | Cronologia completa delle presenze e delle reti in nazionale ― Papua Nuova Guinea | Cronologia completa delle presenze e delle reti in nazionale ― Papua Nuova Guinea | Cronologia completa delle presenze e delle reti in nazionale ― Papua Nuova Guinea | Cronologia completa delle presenze e delle reti in nazionale ― Papua Nuova Guinea |
| Data                                                                              | Città                                                                             | In casa                                                                           | Risultato                                                                         | Ospiti                                                                            | Competizione                                                                      | Reti                                                                              | Note                                                                              |
| --------------------------------------------------------------------------------- | --------------------------------------------------------------------------------- | --------------------------------------------------------------------------------- | --------------------------------------------------------------------------------- | --------------------------------------------------------------------------------- | --------------------------------------------------------------------------------- | --------------------------------------------------------------------------------- | --------------------------------------------------------------------------------- |
| 02-06-2012                                                                        | Honiara                                                                           | Isole Salomone                                                                    | 1 – 0                                                                             | Papua Nuova Guinea                                                                | Coppa d'Oceania 2012                                                              | -                                                                                 |                                                                                   |
| 04-06-2012                                                                        | Honiara                                                                           | Papua Nuova Guinea                                                                | 1 – 2                                                                             | Nuova Zelanda                                                                     | Coppa d'Oceania 2012                                                              | -                                                                                 |                                                                                   |
| 06-06-2012                                                                        | Honiara                                                                           | Papua Nuova Guinea                                                                | 1 – 1                                                                             | Figi                                                                              | Coppa d'Oceania 2012                                                              | 1                                                                                 |                                                                                   |
| Totale                                                                            |                                                                                   | Presenze                                                                          | 3                                                                                 |                                                                                   | Reti                                                                              | 1                                                                                 |                                                                                   |

## Palmarès

### Club

#### Competizioni nazionali
- Campionato papuano: 7

Hekari United: 2006, 2007-2008, 2009-2010, 2010-2011, 2011-2012, 2013, 2014
- Queensland State League: 1

Sunshine Coast: 2008

#### Competizioni internazionali
- OFC Champions League: 1

Hekari United: 2009-2010

### Individuale
- Capocannoniere della OFC Champions League: 1

2009-2010 (7 gol, a pari merito con Daniel Koprivčić)